# Antoniów (powiat szydłowiecki)
Antoniów – wieś w Polsce położona w województwie mazowieckim, w powiecie szydłowieckim, w gminie Chlewiska. Ma status sołectwa.
| SIMC    | Nazwa    | Rodzaj    |
| ------- | -------- | --------- |
| 0615724 | Pociecha | część wsi |

W latach 1975–1998 miejscowość należała administracyjnie do województwa radomskiego. Na wschód od wsi 21 sierpnia 1944 r. miała miejsce zwycięska bitwa 4 pułku 2 dywizji Armii Krajowej nad wojskami hitlerowskimi. Miejsce potyczki upamiętnia pomnik.
Wierni Kościoła rzymskokatolickiego należą do parafii Matki Bożej Nieustającej Pomocy w Hucie.